# Laura Hrebec
Laura Hrebec né le 12 mai 1977 à Vevey est une duathlète et coureuse de fond suisse, championne d'Europe de duathlon longue distance en 2015  et vainqueur du marathon de Lausanne en 2017 et 2018.

## Biographie
Le 7 octobre 2018, Laura Hrebec termine deuxième de la course Morat-Fribourg en 1 h 4 min 21 s derrière sa compatriote Maude Mathys.
Le 7 juillet 2019, elle remporte la Course Montreux-Les-Rochers-de-Naye pour la cinquième fois.

## Palmarès

### Athlétisme
| Année | Compétition                         | Lieu       | Place | Épreuve            |
| ----- | ----------------------------------- | ---------- | ----- | ------------------ |
| 2008  | Neirivue-Moléson                    | Neirivue   | 1re   | Course en montagne |
| 2010  | Marathon de Genève                  | Genève     | 1re   | Marathon           |
| 2012  | Semi-marathon d'Aletsch             | Bettmeralp | 1re   | Semi-marathon      |
| 2012  | Course Montreux-Les-Rochers-de-Naye | Montreux   | 1re   | Course en montagne |
| 2012  | Thyon-Dixence                       | Thyon      | 1re   | Course en montagne |
| 2012  | Marathon de Lausanne                | Lausanne   | 1re   | Marathon           |
| 2012  | Christmas Midnight Run              | Lausanne   | 1re   | Course populaire   |
| 2012  | 20 km de Lausanne                   | Lausanne   | 1re   | 20 kilomètres      |
| 2014  | Neirivue-Moléson                    | Neirivue   | 1re   | Course en montagne |
| 2015  | Course Montreux-Les-Rochers-de-Naye | Montreux   | 1re   | Course en montagne |
| 2015  | Marathon de Lausanne                | Lausanne   | 1re   | Semi-marathon      |
| 2016  | Marathon de Lausanne                | Lausanne   | 1re   | Semi-marathon      |
| 2017  | Marathon de Lausanne                | Lausanne   | 1re   | Marathon           |
| 2018  | Course Montreux-Les-Rochers-de-Naye | Montreux   | 1re   | Course en montagne |
| 2018  | 20 km de Lausanne                   | Lausanne   | 1re   | 20 kilomètres      |
| 2018  | Morat-Fribourg                      | Fribourg   | 2e    | Course populaire   |
| 2019  | Course Montreux-Les-Rochers-de-Naye | Montreux   | 1re   | Course en montagne |

### Duathlon
Le tableau présente les résultats les plus significatifs (podium) obtenus sur le circuit international de duathlon depuis 2014.
| Année | Compétition                                                         | Pays     | Position           | Temps           |
| ----- | ------------------------------------------------------------------- | -------- | ------------------ | --------------- |
| 2014  | Championnats du monde de duathlon longue distance Powerman Duathlon | Suisse   | Médaille de bronze | 7 h 20 min 52 s |
| 2015  | Championnats d'Europe de duathlon longue distance                   | Pays-Bas | Médaille d'or      | 2 h 46 min 23 s |

## Records
| Épreuve       | Performance    | Date            | Lieu      |
| ------------- | -------------- | --------------- | --------- |
| 5 kilomètres  | 17 min 42 s    | 10 juin 2018    | Berne     |
| 10 kilomètres | 34 min 47 s    | 2 mars 2014     | Payerne   |
| 10 miles      | 58 min 53 s    | 12 mai 2012     | Berne     |
| Semi-marathon | 1 h 15 min 8 s | 10 juillet 2016 | Amsterdam |
| Marathon      | 2 h 39 min 3 s | 12 août 2018    | Berlin    |